# 316 a.C.
Il 316 a.C. (CCCXVI a.C. in numeri romani) è un anno  del IV secolo a.C.

## Eventi
- Agatocle di Siracusa si autoproclama tiranno dopo essere entrato con il suo esercito di mercenari e aver rovesciato il governo oligarchico.
- Roma
  - I romani, con l'obiettivo di conquistare la Puglia, inviano un esercito (guidato dal dittatore Quinto Fabio Massimo Rulliano) per impadronirsi della città di Lucera dai Sanniti . Sono duramente sconfitti nella battaglia di Lautulae e i Sanniti arrivano a 32 chilometri da Roma.
  - Consoli Spurio Nauzio Rutilo e Marco Popilio Lenate
  - Dittatore Lucio Emilio Mamercino Privernate

## Nati
- Posidippo, commediografo greco antico († 250 a.C.)

## Morti
- Eudemo, ufficiale greco antico
- Eumene di Cardia, militare e ammiraglio greco antico
- Olimpiade d'Epiro, principessa
- Sun Bin, generale cinese